# Публій Бебій Італік
Публій Бебій Італік (лат. Publius Baebius Italicus) (? — після 90) — поет, політичний діяч Римської імперії, консул-суффект 90 року.

## Життєпис
Походив з роду Бебіїв з м. Канузій (сучасне м.Каноза-ді-Пулья) у Південній Італії. Син Публія Бебія. Замолоду прибув до Риму. Когномен «Італік» Бебій отримав у зв'язку з тим, що був членом громади або гуртка під назвою «Італіки».
Під час війни у 69 році за імператорську владу підтримував Флавіїв. Тому після приходу до влади Веспасіана отримав від нього посаду народного трибуна. Надалі служив з успіхом імператору Доміціану. За успіху у війні проти германського племені хатів у 83 році Бебій отримав нагороду від Доміціана. З 84 до 87 як імператорський легат-пропретор керував провінцією Лікія—Памфілія. У 90 році став консулом-суффектом разом з Гаєм Аквілієм Прокулом.

## Родина
Свого часу був відомим поетом у Римі. Найбільш значущим твором Бебія була поема «Латинська Іліада», в якій помітний вплив грецької поезії. Втім повністю оцінити цей твір складно через те, що дотепер збереглися лише декілька уривків.